# Hisashi Jōgo
Hisashi Jōgo (jap. 城後 寿, Jogo Hisashi; * 16. April 1986 in Kurume, Präfektur Fukuoka) ist ein japanischer Fußballspieler.

## Karriere
Hisashi Jōgo erlernte das Fußballspielen in den Jugendmannschaften von Minami FC Tortoise und Valentia FC sowie in der Schulmannschaft der Nagasaki Kunimi High School. Seinen ersten Vertrag unterschrieb er 2005 bei Avispa Fukuoka. Der Verein aus Fukuoka, einer Stadt auf Kyūshū, der südlichsten der japanischen Hauptinseln, spielte in der zweiten Liga des Landes, der J2 League. 2005 wurde er mit dem Klub Vizemeister der J2 und stieg in die erste Liga auf. Nach nur einem Jahr in der J1 League musste er Ende 2006 wieder den Weg in die zweite Liga antreten. 2010 und 2015 wurde er mit Avispa Tabellendritter der Liga und stieg in die erste Liga auf. Auch hier spielte der Verein nur ein Jahr in der ersten Liga. Nach einem Jahr musste er wieder in die zweite Liga absteigen. Bisher bestritt er mindestens 372 Spiele für Fukuoka. Ende der Saison 2020 wurde er mit dem Verein Vizemeister und stieg in die erste Liga auf.

## Erfolge
Avispa Fukuoka
- Japanischer Zweitligavizemeister: 2005, 2020